# Stazione di Colonia/Bonn Aeroporto
La stazione di Colonia/Bonn Aeroporto (in tedesco Köln/Bonn Flughafen) è una stazione ferroviaria a Colonia, che collega l'aeroporto di Colonia-Bonn ai treni, la maggior parte di loro servizi di InterCityExpress che seguono la linea ad alta velocità Colonia-Francoforte.

## Movimento

### Trasporto regionale e S-Bahn
La stazione è servita dalle linee RegioExpress RE 6 e RE 8 e dalla linea S 13/19 della S-Bahn.